# E.T. the Extra-Terrestrial
E.T. the Extra-Terrestrial (с англ. — «Инопланетянин»), также E.T. — компьютерная игра 1982 года, разработанная и изданная компанией Atari для игровой приставки Atari 2600. Игра разработана Говардом Скоттом Уоршоу и основывается на одноимённом фильме «Инопланетянин». Цель игры состоит в том, чтобы, проведя Инопланетянина через ряд разных экранов, собрать три части межпланетного телефона, с помощью которого можно установить связь с его родной планетой.
Уоршоу намеревался разработать инновационную игровую адаптацию, тогда как Atari хотела достичь высоких показателей продаж, отталкиваясь от большого коммерческого успеха фильма во всем мире. Переговоры относительно лицензирования выпуска игры по фильму завершились к концу июля 1982 года, оставив всего шесть недель на разработку игры, которая должна была успеть выйти до начала предрождественского периода 1982 года. После издания игра получила отрицательные оценки критиков, основными объектами для критики стали плохая графика и вызывающий замешательство геймплей. Игра часто называется одной из худших за всю историю, а также крупнейшим финансовым провалом в истории компьютерных игр. Игра входит в число главных факторов, обусловивших кризис индустрии компьютерных игр 1983 года. Она является объектом отсылок и насмешек в массовой культуре, представая собой своего рода поучительную историю об опасностях поспешной разработки и вмешательства во внутренние процессы студий.
Начиная с 1983 года сообщалось, что из-за перепроизводства и последовавших возвратов миллионы нераспроданных игровых картриджей были захоронены на свалке города Аламогордо, штат Нью-Мексико, США под слоем бетона. Долгое время это захоронение считалось городской легендой, однако в 2014 году в результате раскопок факт захоронения картриджей с игрой E.T., а также многих других, нашел свое подтверждение. На раскопках присутствовал бывший менеджер Atari Джеймс Хеллер (англ. James Heller), который отвечал за производство захоронения. Он сообщил агентству «Ассошиэйтед Пресс», что захоронению подверглись 728 000 картриджей различных наименований.

## Игровой процесс

Инопланетянин и Элиот встречаются на поле с «колодцами». Конфеты Reese’s Pieces, представленные черными точками, разбросаны по всему игровому миру.

E.T. — компьютерная игра в жанре квест, в которой игрок управляет Инопланетянином на игровом поле с видом сверху. Цель игры состоит в нахождении трёх частей межпланетного телефона. Они находятся внутри случайно выбранных в начале игры ям (также называемых колодцами). Общий лимит времени в игре отсутствует. На экране представлена полоса энергии Инопланетянина, которая расходуется при любых его действиях (включая движение, телепортацию, падения в ямы, полеты из них). Для пополнения энергии Инопланетянин подбирает Reese's Pieces. После получения девяти конфет он получает возможность позвать Элиота, чтобы поднять часть межпланетного телефона. Игрок также может оставить конфеты для получения дополнительных очков в конце игры. Когда будут собраны все три части, игрок должен направить Инопланетянина в зону, из которой телефон способен соединить его с родной планетой. После звонка игрок должен найти космический корабль за определённое время, отображаемое в правой верхней части экрана. Инопланетянин должен достичь корабля до обнуления таймера. Когда Инопланетянин окажется в лесу, где его забыл космический корабль и подождет в определенном месте, на экране отобразиться корабль, который позволит Инопланетянину улететь домой. Набранные в течение одного раунда очки переносятся в следующий. Игрок имеет три жизни. Если Инопланетянин умрет до их обнуления, появится Элиот и воскресит его. Для получения четвертой жизни игроку необходимо найти герань в одном из колодцев. Согласно инструкции, игра прекращается, «когда у Инопланетянина заканчивается энергия или когда вы решите покинуть игру».
Действие игры происходит на шести уровнях, каждый из которых отражает сцену из фильма. Для достижения цели игрок должен раз за разом направлять Инопланетянина в колодцы. После того как в данном колодце будут собраны все предметы, игрок должен вывести Инопланетянина на основной экран, используя левитацию. Значок вверху экрана обозначает тип текущей зоны, каждая зона позволяет проводить разные действия. Врагами являются учёный, который пытается захватить Инопланетянина для проведения исследований, и агенты ФБР, преследующие Инопланетянина с целью конфискации частей телефона или конфет. Игра предлагает разные уровни сложности, которые влияют на скорость перемещения людей в игре, а также на условия, требуемые для выполнения главной цели.

## Разработка игры
Преследуя коммерческий успех фильма, Стив Росс (англ. Steve Ross), CEO Warner Communications — головной компании Atari, в июне 1982 года начал переговоры со Стивеном Спилбергом и Universal Pictures о получении лицензии на право выпуска компьютерной игры, основанной на фильме. В конце июля Warner заявила о получении эксклюзивных прав во всем мире на выпуск игры, основанной на фильме, для аркадных автоматов и игровых приставок. Несмотря на то, что точные параметры сделки не были раскрыты, позднее стало известно, что Atari заплатила за лицензию 20−25 млн долларов США (53−66 млн в ценах 2021 года), что для индустрии в то время было большой суммой. В ответ на вопрос Росса о перспективах подобной игры CEO Atari Рей Кассар сказал: «По-моему, это глупая затея. Мы до сих пор не сделали ни одной экшн-игры по фильму». Также планировалась разработка аркадной игры, основанной на «Инопланетянине», однако её создание в столь короткие сроки считалось невозможным.
После того, как все формальности были пройдены, 27 июля 1982 года Кассар в телефонном разговоре назначил Говарда Скотта Уоршоу разработчиком данной игры. Кассар отдельно отметил требование Спилберга о том, что разработка должна быть закончена до 1 сентября, чтобы игра попала в производственный план к предрождественскому сезону. Хоть Уоршоу имел непрерывный стаж в сфере разработки компьютерных игр более года, последовательно работая над разными играми (семь месяцев участия в проекте Yars' Revenge и шесть — в проекте Raiders of the Lost Ark), он согласился на предложение, посчитав вызовом требование Спилберга о создании игры в очень сжатые сроки. Уоршоу рассматривал это как возможность создать инновационную игру для Atari 2600, основанную на сюжете фильма, который лично ему понравился, «при условии достижения правильной договоренности». По сообщениям, за выполнение этих условий Кассар предложил оплату в 200 000 долларов, а также предоставить отпуск на Гавайах по системе «все включено». Вскоре после этого Уоршоу был командирован на частном самолете на студию Warner Brothers для проведения переговоров со Спилбергом.
Это время Уоршоу использовал для выработки общей концепции игры и выделения из неё четырёх составляющих: игрового мира, цели игрока, пути к цели и препятствий на этом пути. В его представлении игра представляла собой шестисторонний мир как декорацию, по которому игрок мог «летать», а также адаптировал часть сюжета фильма, где Инопланетянин связывается с домом, в качестве цели игры. Чтобы достичь цели, игрок должен был собирать части телефона, чтобы вызвать космический корабль, который мог приземлиться в особом месте. Уоршоу решил, что препятствия должны были определять успешность игрового процесса, что, учитывая отведённое время и технические ограничения приставки, создавало для него затруднения. В соответствии с фильмом, он принял решение использовать взрослых людей в качестве врагов, преследующих инопланетянина. Предвидя недостаточную сложность игры, он ввёл ограничение по времени, за которое игрок должен достичь цели. Ямы были введены как элементы, скрывающие части телефона, а также для расширения игрового мира.
Эти наработки, представленные Спилбергу высшим руководством Atari и самим Уоршоу, не вызвали восторга. По словам Уоршоу, Спилберг спросил их: «Можете ли вы сделать что-то более похожее на Pac-Man?». Будучи уверенным в существенных отличиях своей игры от типичного геймдизайна того времени, Уоршоу продолжил заниматься своей разработкой, в которой он старался воплотить сентиментальность, которую он ощутил при просмотре фильма. Однако, по прошествии лет, Уоршоу замечал, что идея Спилберга могла иметь свои достоинства. Оставшееся время он посвятил программированию игры. Atari прогнозировала огромные продажи игры, основываясь на большом успехе фильма и общей стабильности индустрии компьютерных игр в 1982 году. Ввиду ограниченности во времени Atari отказалась от проверки игры на фокус-группах. Как позднее рассказывал Имэньюал Джерард (англ. Emanual Gerard), помощник CEO Warner в то время, от успеха предыдущих игр компания впала в ложное чувство безопасности, особенно благодаря порту на Atari 2600 аркадной игры Pac-Man, который, несмотря на волну негодования, был всё же финансово успешен.
Общая стоимость разработки по оценкам составила 125 млн долларов США.

## Реакция

Игрок должен направлять Инопланетянина в колодцы, где могут находиться части межпланетного телефона. Этот элемент игры получил много критики.

Ажиотаж вокруг игры в 1982 году был весьма высокий, и Atari надеялась, что E.T. the Extra-Terrestrial станет востребованным рождественским подарком. В начале декабря 1982 года издание The New York Times сообщило, что игры, основанные на успешных фильмах, в частности E.T., станут «все более доходным источником» для разработчиков компьютерных игр. Первоначально продавцы заказали у Atari больше экземпляров игры, нежели предполагалось продать, однако впоследствии Atari стала получать все больше отказов по мере того как конкуренты выходили на рынок, что стало неожиданностью для компании. Джон Хабнер (англ. John Hubner) и Уильям Кистнер (англ. William Kistner) из InfoWorld связывали отмены с изменениями, внесенными Atari в отношения со своими дистрибьюторами. 1 ноября 1982 года Atari уведомила их, что разрывает в одностороннем порядке все ранее заключённые договоры и далее будет эксклюзивно сотрудничать с отобранными дистрибьюторами. По мнению Хабнера и Кистнера, это действие подтолкнуло продавцов к отмене заказов, которые Atari должным образом не отслеживала.
Первое время продажам E.T. сопутствовал коммерческий успех. С декабря 1982 года по январь 1983 игра входила в четвёрку лидеров рейтинга «15 лучших компьютерных игр» (англ. Top 15 Video Games) по версии журнала Billboard. За этот период продажи составили 1,5 млн экземпляров. Тем не менее от 2,5 до 3,5 млн картриджей остались нераспроданными. Как сообщил один из продавцов, «только бабушки» покупали эту игру, потому что, благодаря сарафанному радио, дети предпочитали бестселлер Pitfall!.
Хабнер и Кистнер отмечали, что большое количество произведенных картриджей могло вызвать переполнение складов, несмотря на успех E.T.. Несмотря на то, что игра стала бестселлером предрождественского сезона, её продажи, тем не менее, не соответствовали ожиданиям продавцов. Также и Warner Communications выражала недовольство результатами продаж. Несбывшиеся ожидания продаж и переполненные склады привели к неблагоприятному балансу спроса и предложения, что выразилось в периодическом снижении цены. Согласно данным Рея Кассара, компании было возвращено около 3,5 из 4 миллионов картриджей в виде невостребованной продукции или возвратов от пользователей. Согласно одному из распространенных слухов, количество произведенных картриджей с E.T. было больше количества произведенных приставок Atari 2600. По мнению Лайла Рэйнса (англ. Lyle Rains) наиболее вероятный источник слуха был среди рабочих Atari, среди которых считалось, что, несмотря на установленную базу приставки более 20 млн штук, реально в эксплуатации находилось меньше приставок, нежели было произведено картриджей с игрой. Несмотря на количество продаж, суммарное количество нераспроданных товаров, дороговизна лицензии и большое количество возвратов сделали E.T. главным финансовым провалом Atari. По состоянию на 2004 год данные картриджи по-прежнему широко доступны в розничной продаже в США и продаются по весьма низкой цене.

### Критика
В целом фильм «Инопланетянин» получил очень высокие оценки, однако игра была встречена весьма холодно с основными претензиями к сюжету, геймплею и графике. Николас Пиледжи из New York Magazine описывал игру как проигрышную в сравнении с другими вероятными играми, которые бы могла выпустить Atari, например, Donkey Kong и Frogger. Издание Video Games отмечало, что игра «действительно для детей (младших из них)». Кевин Боуэн (англ. Kevin Bowen) из издания Classic Gaming от GameSpy назвал геймплей «запутанным и глупым», а также критиковал сюжет за отклонение от серьёзного тона фильма. Писатель Стивен Кент (англ. Steven Kent) описал игру как «печально известную» в индустрии, критикуя «примитивную» графику, «занудный» геймплей и «разочаровывающий» сюжет. В 1983 году читатели журнала Softline назвали игру второй худшей программой Atari после Congo Bongo.
Тем не менее, были у игры и положительные оценки. Редактор The Miami Herald писал, что считает игру сложной в освоении, но достойной затраченного времени. Кевин Кристофер (англ. Kevin Christopher) из издания Vidiot критиковал повторяющиеся падения протагониста в ямы, однако решил, что «это, наверное, единственный недостаток в игре класса А-1». Издание Arcade Express оценило игру в «6 из 10» в декабре 1982 года.
Говард Скотт Уоршоу о реакции на E.T.:

Люди думают, что я могу обижаться на разгром E.T., однако я всегда рад обсудить это. Все же это была игра, созданная максимально быстро, продажи превысили миллион, и, среди остальных игр для Atari 2600, сколько еще обсуждается? Также мне нравится думать над тем, что я сделал E.T. (всегда среди худших игр в истории) и Yars' Revenge (всегда среди лучших). Я считаю, что моя особенность в том, то у меня есть опыт самого большого диапазона геймдизайна в истории.
Оригинальный текст (англ.)People worry I might be sensitive about the E.T. debacle, but the fact is I'm always happy to discuss it. After all, it was the fastest game ever done, it was a million seller, and of the thousands of 2600 games, how many others are still a topic? Another thing I like to think about is having done E.T. (consistently rated among the worst games of all time) and Yars' Revenge (consistently rated as one of the best) I figure I have the unique distinction of having the greatest range of any game designer in history..

Критика отмечала однообразный геймплей, сводящийся к постоянному паданию в ямы. Эмру Таунсенд (англ. Emru Townsend) из PC World, обсудив игру в коллективе, пришёл к тому, что механика падения в ямы в E.T. не понравилась никому ввиду своей «монотонности». Писатель Шон Рейли (англ. Sean Reiley) также критиковал ямы, находя их «отнимающими много времени» и что «из них сложно выбраться, не провалившись вновь». Трент Уорд (англ. Trent Ward), в то время — автор в журнале Next Generation, вспомнил, что в молодости он незамедлительно принял решение вернуть игру с возмещением, лишь только наткнувшись на этот геймплей, а также детей, нашедших картриджи на свалке в Нью-Мексико, избавлявшихся от E.T., потому что, по словам одного из них, «игра — отстой, ее невозможно пройти». Рецензент из Classic Gaming, однако, заявлял, несмотря на негативную реакцию, что игра всё же может доставлять удовольствие, если пользователь сумеет разобраться, как управляться с ямами.
В материалах, опубликованных через десятилетия после выхода игры, E.T. всегда громится критиками и часто входит в списки худших игр за всю историю. В 150-м номере Electronic Gaming Monthly Рейли поместил её на первое место списка худших когда-либо изданных игр. Майкл Долан (англ. Michael Dolan), заместитель редактора журнала FHM, сказал, что это была худшая игра всех времен. Таунсенд тоже поместил E.T. на первое место среди наихудших игр, заметив, что «треть из всех опрошенных, не раздумывая, назвала эту игру — и вполне понятно почему». GameTrailers поместили E.T. на второе место среди худших в свою «Десятку лучших и худших игр всех времён».
Часто критики связывают плохое качество игры со сжатыми сроками, отведёнными на разработку. Таунсенд писал, что следы поспешной разработки хорошо заметны в игре. Вклад, внесённый в игру Уоршоу, получил смешанные оценки. Если в Classic Gaming назвали игру плохо продуманной, то Левай Бьюкэнан из IGN отмечал, что «невыносимо плотный график» даёт право освободить Уоршоу от большинства обвинений. Сам Уоршоу не испытывает сожалений о своём участии в разработке E.T. и считает, что за предоставленное время он сделал неплохую игру.

## Влияние
E.T. часто называется как одна из важнейших компьютерных игр. Также это одна из первых игр, основанных на фильме. GamePro, GameTrailers и Боуэн называют игру первой игрой плохого качества, основанной на фильме. Патрик О’Луаней (англ. Patrick O'Luanaigh) из SCi Games назвал игру самой известной разрушительной историей как среди игр, вдохновлённых фильмами, так и в истории вообще. GamePro, помещая игру среди «игр, изменивших мир», отмечает, что E.T. задала пониженные стандарты качества для игр, основанных на фильмах. Также отмечалось, что другие издатели переняли подобные практики производства и продвижения в отношении лицензированной собственности по фильмам. В этой публикации игра называется второй худшей за всю историю, а также примером того, как плохой геймплей может привести к плохому восприятию крепких лицензий.

### Влияние на Atari
Уже в январе 1983 года после признания Atari того, что игра продается плохо, один из руководителей в индустрии сказал: «урок E.T. не будет забыт индустрией». Игру называют как одну из основных причин, вызвавших кризис индустрии компьютерных игр 1983 года. Эрл Пэйдж из журнала Billboard сообщил, что большое количество невостребованных картриджей с игрой E.T., ввиду возросшей конкуренции, подталкивало продавцов требовать введения официальных программ возврата от производителей компьютерных игр. К концу 1982 года Atari начала терять доминирующее положение, поскольку на рынок выходило все больше конкурентов. Плохой прием критиков и отсутствие прибыльной маркетинговой стратегии сделали игру одной из многих причин, называемых в числе приведших к отчету Atari от убытках в 536 млн долларов за 1983 год, что стало причиной отделения от компании Atari Games и продажи в 1984 году. Издание Classic Gaming от GameSpy назвало E.T. крупнейшей ошибкой Atari, а также крупнейшим финансовым провалом в индустрии. Рейли отметил, что низкое качество игры стало причиной завершения жизненного цикла приставки Atari 2600. E.T., вышедшая вскоре после негативной реакции критиков на Pac-Man, по мнению Кента, связана с ударом по репутации и рентабельности Atari. Писатели Ник Монфорт (англ. Nick Montfort) и Ян Богост (англ. Ian Bogost) в том же ключе пишут о совместном эффекте Pac-Man и E.T. на репутацию компании и реакцию индустрии. Бьюкенен также указывал на игру как на один из факторов падения как Atari, так и индустрии. Он указал на то, что большие объемы невостребованных товаров стали финансовым грузом для Atari, и это вогнало компанию в долги.
7 декабря 1982 года Кассар объявил, что прогноз роста прибыли Atari на 1982 год снижен на 50 % относительно 1981 года, и теперь он составляет 15 %. Сразу после этого заявления курс акций Warner Communications снизился на 35 %, с 54 до 35 долларов за акцию, в результате чего рыночная оценка стоимости компании потеряла 1 млрд долларов. Кассар продал принадлежавшие ему 5000 акций Warner за полчаса до выхода этого объявления. Это стало причиной начатого против него расследования Комиссией по ценным бумагам и биржам США по обвинению в инсайдерской торговле. Atari пробовала вернуть утерянную долю рынка путем лицензирования аркадных игр для собственных приставок. Эти игры, однако, не изменили бедственного положения компании, лишь увеличили ее долги. В 1983 году компания сократила 30 % своего персонала и потеряла 536 млн долларов. Другие компании, например, Activision, Bally Manufacturing и Mattel, показывали схожие результаты по ходу развития кризиса индустрии.

## Наследие

### Захоронение игр Atari

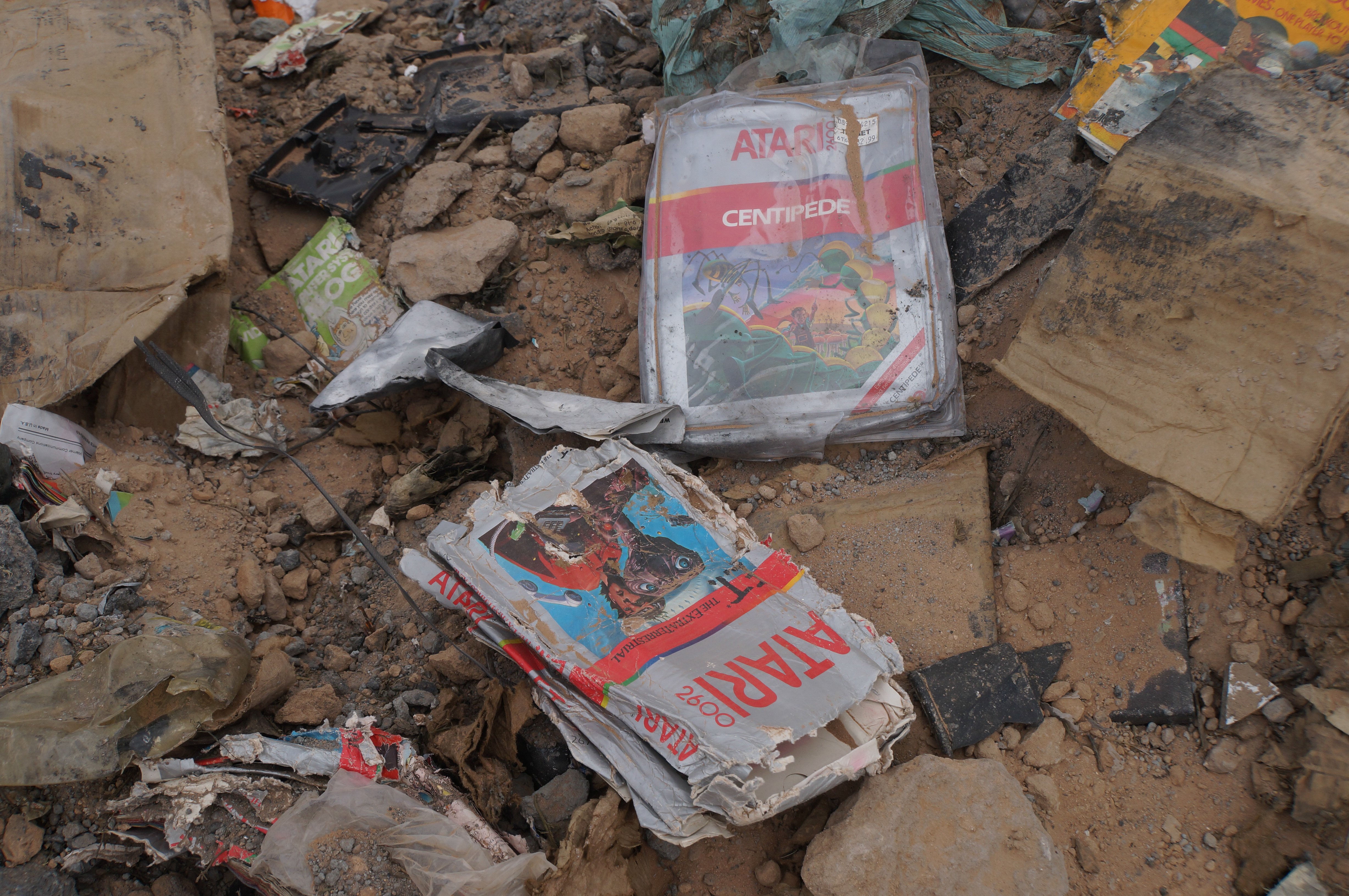
Игры E.T. и Centipede, найденные при раскопках в Аламогордо.

В сентябре 1983 года издание Alamogordo Daily News из города Аламогордо, штат Нью-Мексико в серии статей сообщило о том, что 10−20 грузовиков с полуприцепами, загруженные коробками, играми и приставками из склада Atari в Эль-Пасо, штат Техас, прибыли на городскую свалку, где весь груз был раздроблен, захоронен и впоследствии место захоронения было залито слоем бетона. Это было первое использование данной свалки Atari, выбранной потому что на ней был запрещен сбор мусора, а дробление и захоронение мусора производились каждую ночь. Официальные лица Atari давали разную информацию относительно того, что подверглось захоронению, однако имелись предположения, что основной массой были невостребованные картриджи E.T., раздробленные и захороненные в бетонной плите. История с захоронением картриджей воспринималась как городская легенда со своими скептиками (с Уоршоу в их рядах), отвергающими официальные заявления.
28 мая 2013 года Городская Комиссия Аламогордо выдала разрешение Fuel Industries, канадской развлекательной компании из Оттавы, на проведение шестимесячных раскопок на городской свалке с целью документального подтверждения или опровержения легенды. 26 апреля 2014 года в ходе первых часов раскопок были обнаружены остатки картриджей с E.T. и другими играми. Захоронение игр Atari также легло в основу сюжета вышедшей в 2014 году независимой научно-фантастической комедии Angry Video Game Nerd: The Movie, основанной на интернет-сериале с тем же названием, в которой принял участие Говард Скотт Уоршоу.
В декабре 2014 года Смитсоновский институт включил извлеченный из захоронения картридж с игрой E.T. в свою коллекцию. В 2015 году музей Генри Форда (англ. The Henry Ford museum) также включил в свою коллекцию несколько извлеченных картриджей, сенсорную панель, образец грязи с места захоронения, а также спецодежду, которую носили члены команды, проводившей раскопки. Отдельные предметы из этой коллекции вошли в постоянную экспозицию.

### Попытки улучшения игры
В 2006 году Дэннис Дэброу (англ. Dennis Debro) произвел дизассемблирование игры, добавил комментарии в полученный исходный код и бесплатно его опубликовал. Основываясь на этом коде, в феврале 2013 года программист Дэвид Ричардсон (англ. David Richardson) выпустил неофициальные патчи для игры. В число патчей входит, в том числе, удаление точного обнаружения столкновений, которое вызывает падение Инопланетянина в яму каждый раз, когда любая часть его спрайта касается ямы.